# Le Jeu d'Adam
Le Jeu d'Adam, intitulé originellement Ordo representationis Ade dans le manuscrit unique, est un drame liturgique composé entre 1150 et 1170 par un auteur anonyme, en milieu anglo-normand, dans la mouvance de la cour d'Henri II Plantagenêt. Cette pièce est une interprétation théâtrale de l'Ancien Testament, développant plus particulièrement le thème de la Rédemption. Considéré comme le premier texte dramatique écrit en langue française, ce manuscrit tient un rôle très important au sein de l'histoire de la littérature.

## Résumé
Les trois parties du Jeu développent le thème de la Chute et de la Rédemption de l'humanité. Le Jeu d'Adam est plus spécialement consacré au péché originel, mis en scène dans la première séquence. L'épisode central est la scène de séduction du couple menée par le diable. Alors que Dieu (Figura) laisse à Adam la jouissance du Paradis à l'exception des fruits de l'arbre du Savoir, le Diable, sous la forme d'un serpent, incite Adam à goûter le fruit en lui promettant qu'il le fera l'égal de Dieu. Il échoue, mais persuade peu après Ève en la flattant et en la convainquant de sa supériorité sur son époux jugé trop rustre. La deuxième séquence est dédiée au meurtre d'Abel par Caïn. Enfin, la troisième séquence, dont la fin a disparu, est consacrée au défilé des Prophètes annonçant, en latin puis en français, le temps de l'Apocalypse et de la Parousie.

## Composition

### Un manuscrit novateur
Le Jeu d'Adam est le premier exemple de texte dramatique écrit en français : environ la moitié de la représentation est occupée par des chants liturgiques en latin mais l'intégralité des dialogues est en français.
Par son sujet, le Jeu s'inscrit dans la tradition déjà bien constituée du drame liturgique mais il s'en démarque de façon novatrice par le choix de la langue. Les scènes deviennent ainsi pleinement accessibles à la majorité du peuple qui ne comprend pas le latin.
Il est également possible que la pièce ait été représentée devant l'église et non à l'intérieur comme habituellement, cela permettant l'accès à un plus large public.

### La structure du texte
Le Jeu d'Adam est écrit en 942 vers octosyllabiques à rimes plates ou décasyllabiques constituant des quatrains monorimes. La pièce est composée de trois parties : la Tentation et la Chute d'Ève et d'Adam ; le meurtre d'Abel ; le défilé des Prophètes annonciateurs.
Selon Daniel Poirion, les dialogues et monologues sont l'objet d'une élaboration littéraire voyant la versification accentuer le contraste entre les passages dialogués et dialectiques et les monologues de structure lyrique.

### Les indications sur la mise en scène
De très nombreuses didascalies, en latin, donnent des indications très détaillées qui concernent aussi bien l'espace scénique que la gestuelle, les déplacements, le ton de voix, le débit des personnages ou leurs vêtements.
Parés au début du Jeu de splendides tuniques, Adam et Ève seront vêtus au sortir du Paradis de vêtements misérables, cousus de feuilles de figuier. La nudité des personnages posant problème, les acteurs apparaissent de la tête aux épaules, le reste de leur corps étant masqué par un drap.
Chacune des parties se déroule au sein d'un décor différent.
On décrit un espace imaginaire dont les axes sont symboliques, avec d'un côté un paradis, de l'autre un enfer, mais aussi des lieux particuliers comme une église, et des autels où Abel et Caïn vont apporter leur offrande.

## Interprétations
Le texte se base sur différentes traditions exégétiques et sur l'idée que le péché d'Adam et Ève, suivi du crime commis par Caïn, peut être racheté par la Rédemption,.
L'action s'éloigne peu de celle du texte de la Genèse mais l'auteur en a fait un drame fondé sur le pouvoir de la parole. Tous les actes de langage font ainsi revivre devant l'auditoire le moment où tout a basculé, où l'homme était encore libre de choisir le Bien. Le Diable semble être le grand vainqueur des deux premières scènes. Mais, dès la fin de la première partie, Ève prononce des paroles d'espoir et dans la troisième séquence, les prophètes confortent l'espérance du spectateur en annonçant le mystère de l'Incarnation et le triomphe de la Vierge. Selon Daniel Poirion, la fonction de ce spectacle est d'opposer la corruption humaine et l'espoir de la rédemption afin de préparer le public à la pénitence du Carême.
La pièce évoque également l'institution du mariage, que l'auteur compare au contrat vassalique : Adam y est implicitement présenté comme le vassal de Dieu et Ève comme le vassal d'Adam. Selon Emmanuèle Baumgartner, Ève y est également comparée à une « mal-mariée » médiévale, trop heureuse de prendre le dessus sur son époux, qui, lui, suit naïvement les paroles enjôleuses de celle-ci.
Joué à une époque d'hérésie qui prône l'égalité entre homme et femme, Le Jeu d'Adam est « violemment anticourtois ».
D'après Daniel Poirion, « l'analogie de ce drame figuratif avec les conflits familiaux (désobéissance au père, rôle séducteur de la femme, rivalité des enfants) et avec les contradictions sociales (devoirs féodaux, opposition du riche laboureur et du pauvre pasteur) donne une résonance mythique et profondément humaine, à cette interprétation de l'Ancien Testament ».
L'analyse la plus originale est probablement de l'historien Mathieu Arnoux dans "Le Temps des laboureurs" (Albin Michel, 2012) qui voit dans la brutalité de la caricature des paysans qui apparaît dans la pièce une réaction aristocratique contre la spiritualisation (apparue au XIe siècle) du travail des laboureurs par le biais de la figure d'Adam travailleur, regardant la production agricole comme une recréation du paradis.